# Andover (Maine)
Andover – miasto w Stanach Zjednoczonych, w stanie Maine, w hrabstwie Oxford. W 2000 r. miasto to zamieszkiwały 864 osoby.